# 伊拉克島
伊拉克島（英語：Ilak Island）是美國的島嶼，位於太平洋海域，屬於德拉羅夫群島的一部分，由阿拉斯加州負責管轄。
該島在1826年被發現並命名，其長1.5公里，最高點海拔高度58米，島上無人居住。